# Simon Sandys-Winsch
Simon E. Sandys-Winsch (1926 - St John’s, 18 juni 1954) was een Brits motorcoureur.
Simon Sandys-Winsch kwam uit Brundell (Norfolk) en nam in 1947 dienst bij de Royal Air Force. Toen hij gestationeerd was in Duitsland begon hij deel te nemen aan wegraces. In 1951 werd hij vijfde in de 350 cc TT van Assen. Hij eindigde als 16e in het 350 cc wereldkampioenschap van 1951.

## Isle of Man TT 1954
In 1954 nam Simon Sandys-Winsch voor het eerst deel aan de Tourist Trophy  op het eiland Man. Die werd gereden op de Snaefell Mountain Course, een 60 kilometer lang stratencircuit dat bijna over het hele eiland liep en dat erg moeilijk was om te leren kennen. Hij had slechts één motorfiets, een 350 cc Velocette KTT Mk VIII, waarmee hij al in de 350 cc Junior TT was uitgevallen. De 500 cc Senior TT werd anderhalf uur uitgesteld vanwege het slechte weer en beperkt zicht. Toen de race eindelijk begon viel Simon Sandys-Winsch bij de Highlander door de natte baan in combinatie met de hoge snelheid. Hij overleed aan zijn verwondingen. Na dit ongeluk werd de race ingekort tot slechts vier ronden. Acht andere coureurs raakten ernstig gewond in deze race. Simon Sandys-Winsch was het 48e slachtoffer van de Mountain Course. 